# Berkut (enota)
Berkut (ukrajinsko: Беркут) je bila specialna reakcijska enota ukrajinskega ministrstva za notranje zadeve. Danes je del ruske nacionalne garde.
Enota je nastala po razpadu Sovjetske zveze in je bila naslednica OMONa. Sprva je bila namenjena boju proti organiziranemu zločinu. V času Oranžne revolucije - protestov proti poskusom oblasti Leonida Kučme prireditve izida volitev v prid kandidatu Viktorju Janukoviču - je enota sodelovala pri nasilnem zatiranju protestov. Že pred Oranžno revolucijo je bila enota znana po nasilništvu, mučenju, političnem nasilju in zastrahovanju volilcev.
V času protestov Evromajdan proti predsedniku Janukoviču leta 2013 in 2014, je Berkut streljal na protestnike ter bil odgovoren za večino od 108 ubitih protestnikov. Po revoluciji je nova vlada Berkut ukinila.
Marca 2014 so se enote Berkuta na Krimu, ki ga je okupirala Rusija po mednarodno nepriznanem referendumu o priključitvu Krima Rusiji, pridružile ruskemu notranjemu ministrstvu. Danes Berkut obstaja kot del ruske nacionalne garde.